# Усадьба Батюшковых
Усадьба дворянского рода Батюшковых, где жили поэт Константин Батюшков и прозаик Александр Куприн в 1906—1911 годах, расположена в селе Даниловское, Вологодской области.
Даниловское было пожаловано дворянам Батюшковым в XVII веке. В конце XVIII века в Даниловском был построен усадебный дом с шестиколонным портиком и открытой галереей. В 1813 году возле дома разбили парк, а по дороге к усадьбе от Устюжны — сосновую аллею, частично сохранившуюся до наших дней. Ф. Д. Батюшков — последний владелец усадьбы «Даниловское», был другом писателя А. И. Куприна. По его приглашению Куприн неоднократно приезжал и подолгу гостил в усадьбе с 1906 по 1911 год. В Даниловском им были созданы многие известные литературные произведения — «Обида», «Изумруд», «Река жизни», «Суламифь», «Слон» и др. После 1917 года имение Батюшковых в Даниловском национализировали, в бывшей усадьбе организовали коммуну. Затем здесь была расположена машинотракторная станция (МТС), конторы различных организаций и учреждений, жилые квартиры, детский сад. 7 сентября 1960 года по инициативе группы краеведов и потомков Батюшковых в связи с празднованием 90-летия со дня рождения А. И. Куприна, в усадебном доме открыли Народный музей. В 1987 году, к 200-летию со дня рождения К. Н. Батюшкова, была построена новая экспозиция, посвящённая истории рода Батюшковых, воссозданы усадебные интерьеры XIX столетия. Второй этаж дома заняла экспозиция, посвящённая жизни и творчеству писателя А. И. Куприна.
Рядом с усадьбой на берегу реки сохранился старинный парк. На его территории установлен памятник поэту К. Н. Батюшкову. Бывший господский дом занят музейной экспозицией.